# Pseudoclausia hispida
Pseudoclausia hispida är en korsblommig växtart som först beskrevs av Eduard August von Regel, och fick sitt nu gällande namn av Mikhail Grigoríevič Popov. Pseudoclausia hispida ingår i släktet Pseudoclausia och familjen korsblommiga växter. Inga underarter finns listade i Catalogue of Life.